# Viggo Brøndal
Rasmus Viggo Brøndal (født 13. oktober 1887 i København, død 14. december 1942 smst) var en dansk romanist, filolog og professor i romansk sprog og litteratur ved Københavns Universitet.[kilde mangler]
Medstifter af Lingvistkredsen.[kilde mangler]

## Udvalgte værker
- Les parties du discours, partes orationis: études sur les catégories linguistiques
- Structure et variabilité des systèmes morphologiques
- Viggo Brøndal (1915), "Humlenavne", Danske Studier: 185-197, Wikidata  Q104657546
- Viggo Brøndal (1939), "Linguistique structurale", Acta Linguistica Hafniensia, 1 (1): 2-10, doi:10.1080/03740463.1939.10410842, Wikidata  Q67647115
- Viggo Brøndal (1940), Præpositionernes Theori, OCLC 23561937, Wikidata  Q69397661
- Johan Miskow; Viggo Brøndal (1923), "Sigøjnersprog i Danmark", Danske Studier: 97-145, Wikidata  Q67648277